# Merville (dramaturge)
Merville, de son vrai nom Pierre-François Camus, né le 20 avril 1781 à Pontoise et mort le 13 octobre 1853 à Belleville, est un auteur dramatique français, qui exerça d’abord la profession de médecin, ensuite de comédien et fut aussi colon en Algérie.

## Biographie
Pierre-François Camus avait pris comme pseudonyme le nom de famille de sa mère, Villemer, qu’il transforma en Merville. C’est sous ce nom de plume qu’il débuta au théâtre. On lui doit quelque trente-cinq pièces de théâtre qu’il signa seul ou en collaboration et qui furent jouées sur les plus grandes scènes parisiennes (Opéra-Comique, Ambigu-Comique, Second Théâtre-Français, Théâtre de Madame, Favart, Odéon, Porte-Saint-Martin, etc.) et eurent toutes de très honorables succès. Parmi celles-ci, signalons La Famille Glinet, ou les premiers temps de la ligue qui fit, à cette époque, beaucoup de bruit, car on soupçonna que le roi Louis XVIII y avait étroitement collaboré. Cette pièce est une comédie en 5 actes qui fut représentée, pour la première fois, sur le Théâtre Favart par les comédiens de l'Odéon, le 18 juillet 1818.
Merville a également écrit trois romans : Le Vagabond, histoire contemporaine en 4 volumes (ce roman est l’exagération des misères du peuple), Le Baron de l'Empire en 5 volumes (ce roman retrace l’histoire de Charette et quelques particularités des guerres de Vendée et du destin de Jacquot), et Saphorine, ou l'aventurière du Faubourg Saint-Antoine en 2 volumes.
La première œuvre de Merville à avoir été éditée est datée de 1814. Il s’agit de Lequel des deux ? ou la Lettre équivoque, comédie en 1 acte, en prose. Elle a également été la première à être jouée sur scène, à Paris, en 1814, sur la scène du Théâtre de l'Odéon.
La dernière édition d’une œuvre de Merville est datée de 1881. Il s’agit de En revenant de Pontoise. Les Oubliettes de P.-F. Camus dit Merville, réédition annotée. Recherches sur l'origine du dicton, opinions de divers auteurs, recueillies, commentées et publiées par Henri Le Charpentier.
Pierre-François Camus-Merville a résidé à Villiers-sur-Tholon (Yonne) où il a été conseiller municipal de 1846 à 1848.
Il est fait chevalier de la Légion d'honneur en 1835.

## Œuvres
- Les Comptes de tutelle, comédie-vaudeville en un acte (avec Bayard)
- La Première Affaire, comédie en 3 actes, en prose, Paris, Odéon, 28 août 1827
- Le Savetier de Toulouse, drame en 4 actes (avec Francis, musique de M. Adrien), Paris, Ambigu-Comique, 20 octobre 1832
- Sophie ou le Mauvais Ménage, drame en trois actes (avec Francis, musique de M. Adrien), Paris, Ambigu-Comique, 2 août 1832
- Le Septuagénaire, ou les Deux Naissances, drame en 4 actes (avec Gustave Albitte, musique de M. Alex. Piccini), Paris, Gaîté, 12 août 1834
- Suite du répertoire du Théâtre de Madame. La Maîtresse (avec H. Leroux et Alexis)
- Le Vagabond, histoire contemporaine
- Les Quatre Âges, comédie en vers en 5 actes
- Le Vagabond, histoire contemporaine
- Le Procureur impérial
- Le Félon, drame historique en 3 actes (avec *** [Mlle Maucs], musique de M. Amédée), Paris, 2 février 1830
- La Grande Duchesse, drame lyrique en 3 actes (avec Mélesville, musique de M. Carafa, Paris, Opéra-Comique, 16 novembre 1835
- L'Homme poli, ou la Fausse Bienveillance, comédie en 5 actes et en vers, Paris, Second Théâtre-Français, 8 avril 1820
- La Maîtresse, comédie-vaudeville en 2 actes (avec Hte Leroux et Alexis), Paris, Théâtre de Madame, 6 mai 1829
- Paul Briolat
- Le Jeune Prince, ou la Constitution de ***, comédie en 3 actes, en prose, Paris, Odéon, 7 juillet 1831
- Lequel des deux ? ou la Lettre équivoque, comédie en 1 acte, en prose, Paris, Odéon, 6 septembre 1814
- En revenant de Pontoise. Les Oubliettes de P.-F. Camus dit Merville, réédition annotée. Recherches sur l'origine du dicton, opinions de divers auteurs, recueillies, commentées et publiées par Henri Le Charpentier
- La Première Affaire, comédie en 3 actes
- Favras, épisode de 1789, en 3 actes (avec T. Sauvage), Lyon, Gaîté, 19 mai 1831
- À 21 ans, ou l'Agonie de Schönbrünn, drame en 1 acte (avec Francis [Cornu]), Paris, Ambigu-Comique, 19 août 1832
- Almanach des spectacles, Paris, 1822
- La Boiteuse
- Le Baron de l'Empire
- Les Comptes de tutelle, comédie-vaudeville en 1 acte (avec Bayard), Paris, Théâtre de Madame, 15 juin 1826
- Les Cent-et-une nouvelles nouvelles des Cent-et-un, ornées de cent-et-une vignettes
- Contes et nouvelles
- Le Contrariant, comédie en prose, en 1 acte, Paris, Odéon, 28 décembre 1828
- Les Deux Apprentis
- L'Écrivain public, drame en 3 actes, en prose (avec Drouineau), Paris, Porte-Saint-Martin, 10 mai 1828
- Tom-Rick, ou le Babouin, pièce en 3 actes imitée de l'anglais (avec Francis [Cornu] et Alexandre [Armand d'Artois]), Paris, Porte-Saint-Martin, 16 octobre 1832
- Jean-Bart à Versailles, fait historique en 1 acte, mêlé de couplets (avec Alexandre-Marie Maréchalle), Paris, Gaîté, 1er mars 1817
- La Famille Glinet, ou les premiers temps de la ligue, comédie en 5 actes
- Louis XIII, ou la Conspiration de Cinq-Mars, drame historique en 5 actes (avec P. Tournemine), J. A. Lelong
- Le Juif errant, drame fantastique en 5 actes et 1 épilogue, avec chœurs nouveaux (avec Mallian, musique de M. Paris)
- Les Deux Anglais, comédie en 3 actes et en prose, Paris, Odéon, 3 juillet 1817
- Saphorine, ou l'Aventurière du faubourg Saint-Antoine, 2 vol., Paris, Barba 1820.

## Note
1. ↑  Acte de baptême inclus dans son dossier de Légion d'honneur.
2. ↑  Paris, État civil reconstitué, vue 47/51.